# Alex Ongaro
Alexander "Alex" Ongaro (nascido em 5 de outubro de 1963) é um ex-ciclista canadense. Ele representou o Canadá nos Jogos Olímpicos de Verão de 1984, em Los Angeles.